# 小行星6536
小行星6536（英語：6536 Vysochinska）是一颗围绕太阳公转的小行星。1977年7月14日，尼古拉·切爾尼赫在克里米亚发现了此天体。
这颗小行星的绝对星等为154.1799077854403等。